# Niyaz Ilyasov
Niyaz Anvarovich Ilyasov (russo:  Нияз Анварович Ильясов; IPA: [nʲɪˈjas ɪˈlʲjasəf]; Bataysk, 10 de agosto de 1995) é um judoca russo, medalhista olímpico.

## Carreira
Bashaev esteve nos Jogos Olímpicos de Verão de 2020 em Tóquio, onde participou do confronto de peso meio-pesado, conquistando a medalha de bronze como representante do Comitê Olímpico Russo ao derrotar o georgiano Varlam Liparteliani.